# Kwafong
Kwafong est l'un des villages de la commune de Widikum-Boffe, département de la Momo de la région du Nord-Ouest du Cameroun.

## Population
Au dernier recensement de 2005, le village comptait 338 habitants, dont 166 hommes et 172 femmes.